# Heterarki
Heterarki är en organisationsform där mycket oklara ansvars- och maktförhållanden råder. 
Med heterarki inom ett geografiskt område menas en ständig ändring av maktförhållanden där det inte finns en organiserad stat eller liknande.